# Jane Storm
Jane Storm, nascuda Genevieve Grogan, (Cygnet, 4 de novembre de 1894 - Los Angeles, 15 de maig de 1982) va ser una guionista estatunidenca, activa durant les dècades de 1930 i 1940.

## Biografia
Era filla de Michael Grogan i Mary King. Es va criar a Ohio com a part d'una gran família, i el 1920 ja tots vivien a Los Angeles.
El 1926 es va casar amb el seu primer marit, l'artista comercial Floyd Storm. El matrimoni va durar poc; l'any 1931, havia buscat (i guanyat) el divorci amb el motiu que Floyd estava bevent molt.
Va començar a la indústria del cinema treballant com a taquígrafa i després al departament d'escenaris de la Paramount. El 1933, va ser ascendida a escriptora de ple dret; la seva primera tasca d'escriptura va ser treballar a Green Loaning amb Phil Strong. Durant la següent dècada, aproximadament, escriuria o contribuiria a més d'una dotzena de guions.
Es va casar el 1942 amb Homer Berry, un aviador pioner; i la parella no va tenir fills.

## Filmografia seleccionada
- Adorable (1933)
- My Lips Betray (1933)
- Such Women Are Dangerous (1934)
- Mrs. Wiggs of the Cabbage Patch (1934)
- Miss Fane's Baby Is Stolen (1934)
- Two for Tonight (1935)
- Millions in the Air (1935)
- Love on Toast (1947)
- Sandy Gets Her Man (1940)
- Mrs. Wiggs of the Cabbage Patch (1942)